# Im Banne des blonden Satans
Im Banne des blonden Satans (Originaltitel: La môme vert de gris) ist ein französischer Kriminalfilm aus dem Jahr 1953 nach dem Roman Poison Ivy von Peter Cheyney. Der Film ist der erste Auftritt Eddie Constantines als Lemmy Caution. Der französische Kinostart war am 27. Mai 1953, in die westdeutschen Kinos kam der Film am 30. Juli 1954.

## Handlung
Mickey, der Bruder der Sängerin Carlotta, wird nach einem Streit mit einem Unbekannten in der Garderobe seiner Schwester in einem Nachtclub in Casablanca schwer verletzt aufgefunden. Der Nachtclubbesitzer stellt das Vorkommnis gegenüber der Polizei als Unfall dar. Vor seinem Tod, auf dem Weg ins Krankenhaus redet Mickey wirr und erwähnt einen Schiffsnamen, die Summe von 2 Millionen Dollar in Gold sowie etwas von Beteiligungen. Da aktuell tatsächlich eine Goldladung der Bundesbank nach Casablanca unterwegs ist, informiert die örtliche Polizei das FBI, welches den Agenten Lemmy Caution unter falschem Namen nach Casablanca schickt.
Im Nachtclub trifft Lemmy auf seinen alten Bekannten, den Journalisten G.D.P. Dieser klärt ihn über die anwesenden Personen im Nachtclub auf. Seine eigentliche Kontaktperson Duncan findet Lemmy erschossen in einer Telefonkabine des Clubs. Lemmy verschweigt den Fund der Leiche zunächst. Während der Gesangseinlage Carlottas wird ein weiterer Mann erschossen: Willy Frame, der vorher am Tisch von Carlotta und ihrem Agenten Rudy Saltierra saß. Lemmy konfrontiert Carlotta und Saltierra mit dem Mord in ihrer Garderobe, allerdings bekommt Saltierra vom Beleuchter Skendt gegenüber der Polizei ein Alibi.
Von einem Barkeeper erfährt Lemmy die Adresse des Beleuchters und lässt sich hinfahren. Von diesem erfährt Lemmy, dass Saltierra nicht nur der Mörder von Mickey, sondern auch von Willy ist. Als Beweis erhält er von Skendt einen Brief, in dem Willy Carlotta vor Saltierra warnt. Lemmy lässt sich von Skendt die Adresse Carlottas geben. Als Lemmy das Gebäude verlässt, wird aus einem vorbeifahrenden Auto auf ihn geschossen. Bevor der Agent die Sängerin besucht, gibt er dem Hotelportier Anweisung, Carlotta um 4 Uhr anzurufen.
In Carlottas Wohnung schickt er das Hausmädchen fort, zeigt Carlotta den Brief und beschuldigt Saltierra des Mordes an ihrem Bruder. Die Sängerin glaubt Lemmy nicht. Als Saltierra, vom Hausmädchen alarmiert, mit zwei Handlangern die Wohnung betritt, streitet dieser alles ab. Saltierras Versuch, Lemmy zu beseitigen, wird durch den Anruf des Portiers verhindert, indem Lemmy vorgibt, am Telefon sei ein Mitwisser.
Von G.D.P. erfährt Lemmy, dass Willys Stiefbruder, der Börsenmakler Harley Chase, die Polizei bei der Aufklärung des Mordfalls drängt. Chase, ein Anhänger des Spirituellen, hat einen Hellseher beauftragt, anhand der Namen von Willys Bekanntschaften den Mörder zu finden. G.D.P. hat Lemmy unter seinem falschen Namen eingeschleust. Von seiner Zentrale erfährt Lemmy zusätzlich, dass der ermordete Willy Frame für das amerikanische Schatzamt in Casablanca gearbeitet hat. Die Séance stellt sich als Falle Saltierras heraus, der Lemmys wahre Identität durchschaut hat. Saltierria gibt die Morde an den drei Männern zu und erzählt seinem Gefangenem von dem Vorhaben, das Gold abzufangen. Dem Agenten gelingt die Flucht von Bord und die Polizei zu benachrichtigen. Allerdings können die Gesetzeshüter den Goldraub nicht mehr verhindern.
G.D.P. versucht Lemmy erneut in eine Falle zu locken. Unter einem Vorwand lockt er den Agenten in einen Hinterhalt, wird dabei aber selber erschossen. Bei dem Toten findet Lemmy einen Hinweis auf den Verbleib des Goldes. Lemmy stellt dort Chase, den ursprünglichen Auftraggeber des Raubes und der Morde. Dieser verrät Lemmy den Aufenthaltsort Saltierras, im Gegenzug überlässt Lemmy ihm einen Revolver, um sich selber zu richten und der Verurteilung zu entgehen. Lemmy wird von den Gaunern bereits erwartet und überrumpelt. Carlotta stellt sich nun auf Lemmys Seite, da ihr G.D.P. auf dem Schiff die Schuld Saltierries an ihrem Bruder bestätigt hatte. Die beiden Flüchtlinge erschießen Salterries Handlanger, Saltierra selber stürzt von Lemmys leerem Revolver am Kopf getroffen von einem Dach. Die heraneilende Polizei beendet das Geschehen.

## Rezeption
Das Lexikon des internationalen Films beschreibt den Film als „ambitionslos heruntergedrehten Gangsterfilm“.

## Synchronisation
Die deutsche Synchronisation entstand 1954 bei der Internationale Film-Union, Remagen.
| Rolle               | Schauspieler       | Synchronsprecher       |
| ------------------- | ------------------ | ---------------------- |
| Lemmy Caution       | Eddie Constantine  | Friedrich Schoenfelder |
| Carlotta            | Dominique Wilms    | Eva Pflug              |
| FBI-Direktor Morgan | Don Ziegler        | Werner Lieven          |
| G.D.P., Journalist  | Jean-Marc Tennberg | Paul Edwin Roth        |
| Kommissar           | Philippe Hersent   | Werner Lieven          |
| Mickey              | Maurice Ronet      | Paul Edwin Roth        |
| Rudy Saltierra      | Howard Vernon      | Howard Vernon          |